# David Haye
David Deron Haye (Bermondsey, 13 ottobre 1980) è un ex pugile britannico.
Soprannominato "The Hayemaker", ha vinto titoli mondiali in due categorie di peso. Segnalatosi come uno dei migliori pugili della sua generazione, Haye è stato il primo britannico a raggiungere le finali dei campionati mondiali di pugilato dilettanti, dove ha vinto una medaglia d'argento nel 2001. Passato tra i professionisti, nel 2008 è diventato il primo britannico ad unificare le corone dei pesi massimileggeri, dopo aver detenuto i mondiali WBA, WBC e WBO della categoria, oltre al titolo The Ring. Avanzato più tardi ai pesi massimi, ha conquistato il titolo WBA nel 2009, unendosi ad Evander Holyfield tra i pugili che hanno unificato i campionati dei cruiser e vinto una cintura mondiale nei massimi. A seguito di una lunga pausa dal ring dovuta a una serie di infortuni che ne hanno condizionato la carriera, è tornato a combattere nel 2016, prima di ritirarsi definitivamente nel 2018.
Pugile che si affida estremamente al proprio atleticismo ed alla sua velocità, Haye si è distinto per il suo stile di combattimento non ortodosso e per la potenza dei suoi pugni. Con una percentuale di KO del 92,8%, nel corso della sua carriera ha sconfitto sei ex-campioni del mondo. Nel 2008 ha fondato il proprio polo boxistico manageriale, la Hayemaker Promotions.

## Vita personale
Ha un figlio che ha chiamato Cassius in onore di Cassius Clay (Muhammad Alì).

## Carriera

### Carriera da dilettante
Haye ha vinto la medaglia d'argento ai campionati mondiali di pugilato dilettanti 2001 nella categoria pesi massimi perdendo in finale per KO tecnico al terzo round contro il cubano Odlanier Solís.

### Carriera da professionista

#### Gli inizi nei massimileggeri
Haye debutta tra i professionisti nel dicembre 2002, combattendo nella categoria pesi massimi leggeri. Nel settembre 2004 viene sconfitto dall'inglese Carl Thompson, allora quarantenne, in un incontro valevole per il titolo IBO dei pesi massimi leggeri. Haye dominò le prime riprese, ma Thomson riuscì a mandarlo KO al quinto round mantenendo così il titolo.
Nel dicembre 2005 vince il titolo europeo dei pesi massimi leggeri EBU sconfiggendo l'ucraino Alexander Gurov per KO dopo 45 secondi. Tra i pugili affrontati per la difesa del titolo figura anche Giacobbe Fragomeni, sconfitto il 17 novembre 2006 per KO tecnico alla nona ripresa.

#### L'unificazione dei titoli dei massimileggeri
Il 10 novembre 2007 Haye diventa campione WBA e WBC dei pesi massimi leggeri sconfiggendo il francese Jean-Marc Mormeck. Due mesi più tardi vince l'incontro evento contro il gallese Enzo Maccarinelli, con in palio tutte le cinture detenute dai due sfidanti. Haye difende i due titoli e conquista anche il titolo WBO dell'avversario.

#### L'approdo ai pesi massimi
Più tardi, Haye descrive la vittoria su Maccarinelli come "l'ultima impresa" della sua carriera ai massimileggeri.
Nel novembre 2008 debutta quindi tra i pesi massimi sconfiggendo lo statunitense Monte Barrett alla quinta ripresa, e un anno dopo conquista il titolo WBA battendo Nikolaj Valuev ai punti. Dopo avere difeso il titolo contro John Ruiz e Audley Harrison, il 2 luglio 2011 Haye affronta Volodymyr Klyčko con in palio anche i titoli WBO, IBF e IBO, venendo sconfitto ai punti. In seguito annuncia la sua volontà di volersi ritirare.
Messe momentaneamente da parte le intenzioni di ritiro, Haye avvia le trattative per affrontare Vitalij Klyčko, campione WBC, che finirà però per difendere il titolo contro Dereck Chisora nel 2012. Durante la conferenza stampa, al termine dell'incontro tra Klyčko e Chisora, Haye, che aveva assistito al match, dà vita a una rissa insieme allo stesso sfidante. Alla fine i due si affrontano a Londra, il 14 luglio 2012, ed Haye ha la meglio per KO tecnico dopo avere mandato l'avversario per due volte al tappeto alla quinta ripresa.

#### La lunga pausa, ritorno e ritiro
Negli anni seguenti una serie di infortuni lo tiene lontano dal ring. 
Malgrado il lungo periodo di inattività, Haye non annuncia il proprio ritiro. Dopo aver pianificato un ritorno nel corso dell'anno, il 24 novembre 2015, Haye e la società manageriale Salter Brothers Entertainment annunciano il ritorno dell'inglese in un match contro il campione WBF dei massimi Mark de Mori (29–1; 26 KO). Quest'ultimo occupa la decima posizione della classifica ufficiale WBA dei massimi. La sfida si disputa il 16 gennaio 2016, giorno appositamente pubblicizzato come "Haye Day", presso l'O2 Arena di Londra: si tratta per Haye del primo incontro il tre anni e mezzo. Il britannico dichiara inoltre nelle settimane precedenti al match di voler lavorare sodo per conquistare nuovamente il titolo mondiale dei pesi massimi. Haye sconfigge l'avversario tramite KO in appena due minuti, dopo averlo bersagliato all'angolo con una rapida combinazione alla testa.
Immediatamente dopo il suo vittorioso ritorno, il 26 gennaio Haye annuncia il suo secondo incontro dell'anno – promosso appositamente con il nome Haye Day 2 – con un evento fissato per il 21 maggio successivo, nuovamente presso l'O2 Arena di Londra. Nei mesi successivi alla rapida vittoria su De Mori, Haye riceve ripetutamente le sfide da parte dello statunitense Shannon Briggs, recatosi tra l'altro a Londra solamente per incontrarlo di persona. Il 30 marzo, Haye annuncia in una conferenza stampa il nome del suo prossimo avversario: si tratta del trentunenne svizzero di origini albanesi Arnold Gjergjaj (29–0; 21 KO). La stessa conferenza viene temporaneamente interrotta dall'intrusione di Briggs, che mette in questione il valore di Gjergjaj ed invita Haye a sfidare invece lui. Il britannico annuncia inoltre che una parte dei profitti del suo match sarebbe stata donata al pugile Nick Blackwell, rimasto in coma farmacologico dopo aver riportato un'emorragia cerebrale in un incontro perso poco prima contro Chris Eubank Jr. Il 9 aprile Haye annuncia l'inclusione di Briggs nell'undercard del suo evento ed afferma di voler organizzare un match con The Cannon, in caso di una vittoria di entrambi nei rispettivi incontri.
L'O2 Arena torna a dare soddisfazioni al londinese: dinnanzi ad un tutto esaurito Haye sconfigge agevolmente Gjergjaj per KO tecnico al secondo round, dopo avergli inflitto tre atterramenti. Al termine della sfida dichiara di voler affrontare a settembre Shannon Briggs, anch'egli proveniente da una convincente vittoria, ma i due alla fine non raggiungono un accordo.
Il 4 marzo del 2017 viene sconfitto per KO tecnico alla undicesima ripresa dal trentaquattrenne britannico Tony Bellew, salito dai mediomassimi e dai massimi leggeri, dopo aver continuato a combattere nonostante un infortunio patito al tendine d'Achille nel corso della sesta ripresa. I due pugili fissano inizialmente la rivincita al 17 dicembre dello stesso anno, ma un infortunio al braccio costringe Haye a rinviare l'incontro al 5 maggio 2018. L'ex campione WBA viene fermato anche in questa occasione: sovrastato dalla maggiore freschezza fisica di Bellew, Haye è atterrato in tre occasioni – di cui due alla terza ripresa – prima dell'interruzione dell'arbitro per KO tecnico alla quinta ripresa.
A 37 anni e condizionato dai numerosi infortuni subiti in carriera, il 12 giugno 2018 annuncia il proprio ritiro dal mondo del pugilato.